# Odo V. od Troyesa
Odo V. (Eudes) bio je grof Troyesa i Meauxa, sin grofa Bloisa Teobalda III. i njegove supruge Adele.
Bio je polubrat Stjepana, grofa Bloisa, te polustric kralja Engleske Stjepana. 
Bio je brat Filipa (biskup) i grofa Huga, koji je postao templar.
Čini se da se Odo nije oženio i nije imao djece te ga je naslijedio Hugo.
Umro je 1093.